# Международное движение за имажинистский Баухаус
Международное движение за имажинистский Баухаус (IMIB) — небольшое европейское авангардное художественное направление, возникшее после распада COBRA, в результате контакта между бывшими членами COBRA Асгером Йорном и Энрико Баем, а также Серджио Данжело из Движения ядерного искусства.
Когда осенью 1952 года Асгер Йорн выздоровел от туберкулеза, он в течение года пытался возобновить свою карьеру в Дании. Однако осенью 1953 года он переехал в Виллар-сюр-Оллон в Швейцарии. Именно здесь он услышал об Ульмской школе дизайна. Но когда он написал Максу Биллю с предложением о сотрудничестве, вскоре стало очевидно, что их взгляды сильно расходятся. Йорн написал в письме к Энрико Баю: «Швейцарский архитектор Макс Билль взялся перестроить Баухаус, где преподавали Клее и Кандинский. Он хочет создать академию без живописи, без исследования воображения, фантазии, знаков, символов — все, что ему нужно, это техническое обучение. От имени художников-экспериментаторов я намерен создать Международное движение за имажинистский Баухаус».

## Временная шкала
- 1954: Йорн находит в доме Бая копию Potlatch, информационного бюллетеня Леттристского интернационала. Затем он связывается с Андре-Франком Коннардом, который свел его с Ги Дебором и Мишель Бернштейн.
- 29 сентября 1955 года: IMIB основано в Альбе Асгером Йорном, Джузеппе Пино-Галлицио и Пьеро Симондо.
- Июль 1956 года: выходит один номер журнала Eristica под редакцией Симондо.
- 28 июля 1957 года. IMIB объединился с Леттристским интернационалом и Лондонской психогеографической ассоциацией, чтобы сформировать Ситуационистский интернационал. Бай был исключен из этого процесса.